# Jörg Breu der Ältere

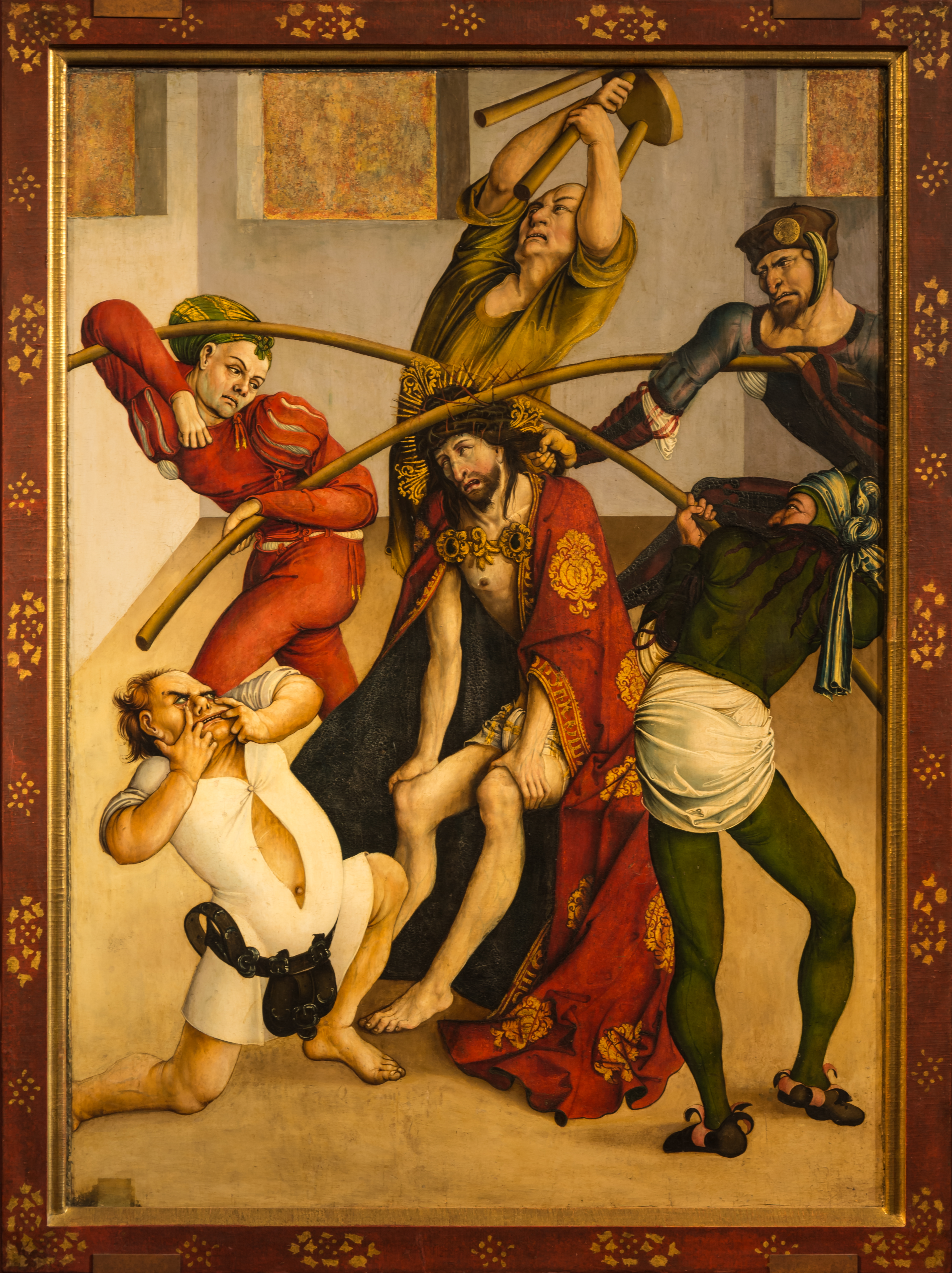
Melker Altar: Christi Dornenkrönung

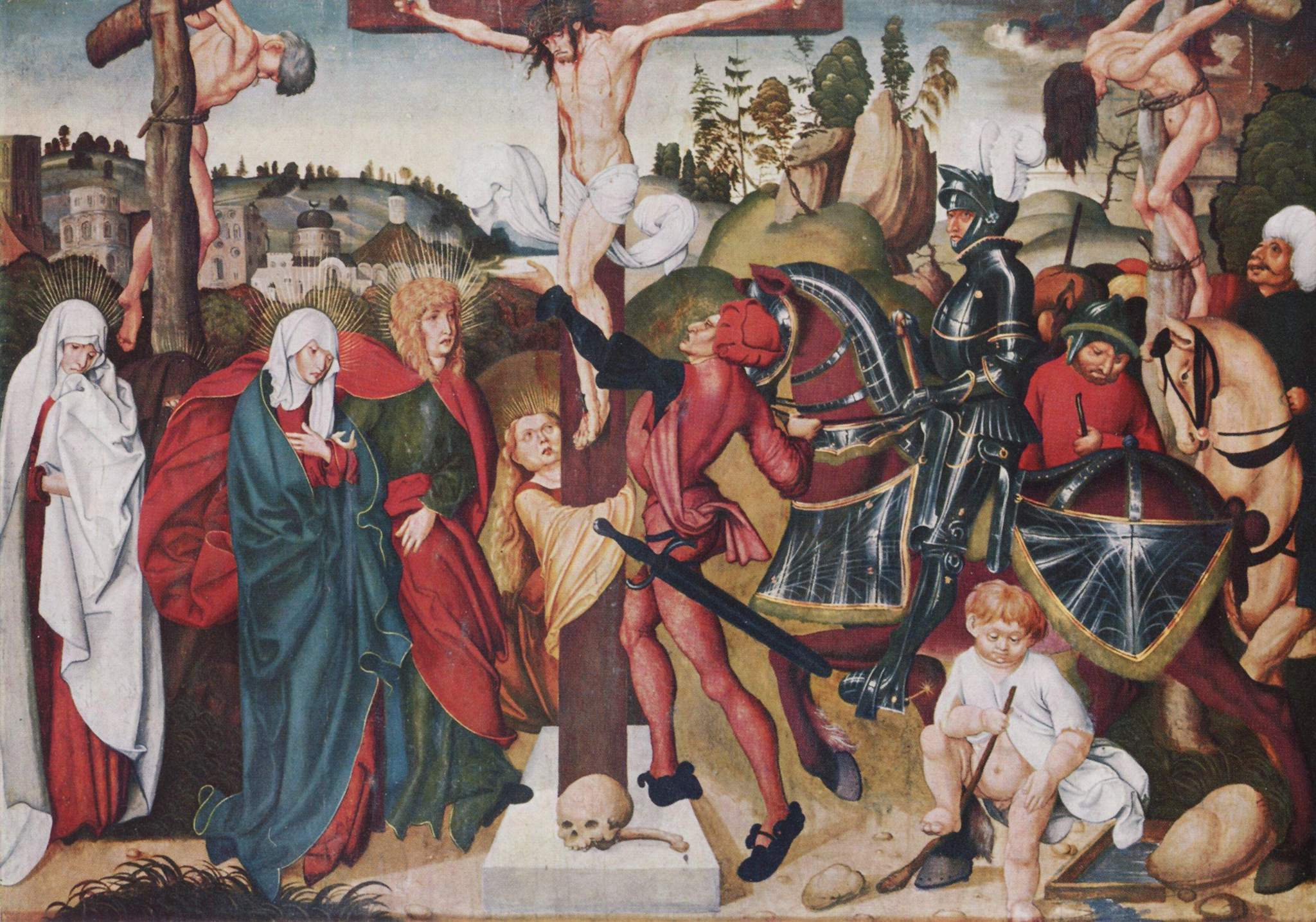
Aggsbacher Altar: Kreuzigung

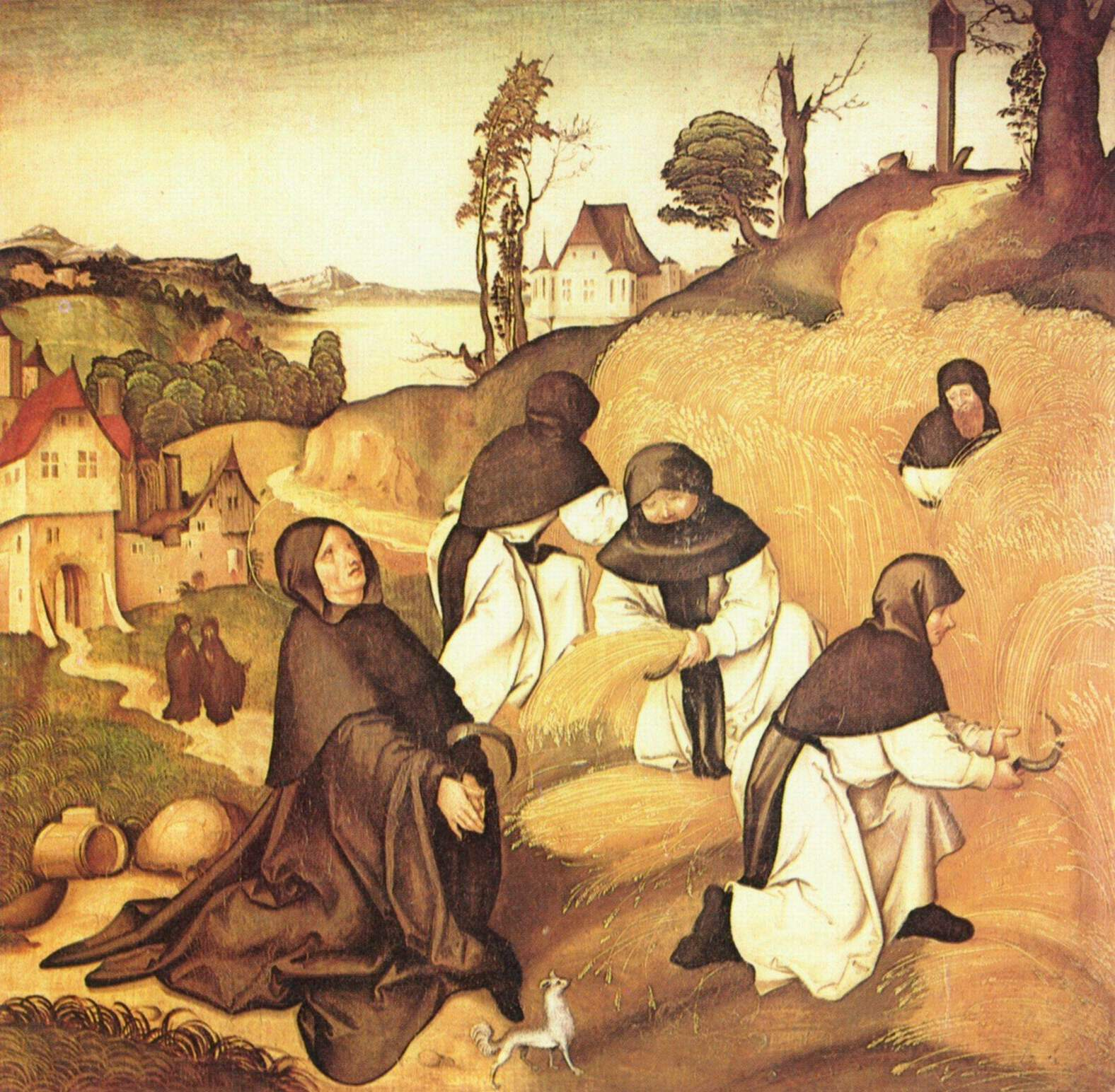
Bernhardsaltar, Szenen aus dem Leben des Hl. Bernhard

Jörg Breu  (der Ältere)  (* um 1475/1480 in Augsburg; † 1537 ebenda) war ein Maler und Zeichner für Glasmalerei und Holzschnitt sowie Illuminator.

## Leben
Breu war nach seiner Gesellenwanderung in Österreich, die er anschließend an seine Ausbildung bei Ulrich Apt dem Älteren unternahm, von 1502 bis zu seinem Tod im Jahr 1536 in Augsburg tätig. Er ist der Vater von Jörg Breu dem Jüngeren.
Die Fresken am alten Rathaus in Augsburg entstanden im Jahre 1516. Sie sind nicht mehr vorhanden, da das Rathaus durch einen Neubau von Elias Holl ersetzt wurde. Im Auftrag der Patrizierfamilie Hoechstetter fertigte Breu Scheibenrisse (für Glasbilder), welche später als Vorlage für die meisten Motive der prächtigen »Augsburger Monatsbilder« dienten. Diese vier auf Leinwand gemalten großformatigen Gemälde befinden sich heute im Deutschen Historischen Museum, Berlin und stammen mit hoher Wahrscheinlichkeit ebenfalls aus seiner Werkstatt. Neben Kaiser Maximilian I. zählten unter anderem auch Wilhelm IV. von Bayern oder die Fugger zu seinen Auftraggebern.
Breu schrieb eine kurze Chronik, die als älteste von einem Handwerker geschriebene Augsburger Chronik über die Jahre 1512 bis 1537 berichtet. Von seiner beruflichen Tätigkeit ist im Text kaum die Rede; Breu bietet hier einen persönlichen Bericht mit tagebuchartigem Charakter über die Ereignisse in seiner Stadt und es klingt teilweise an, dass er den reformatorischen Geschehnissen durchaus positiv gegenübergestanden haben könnte.

## Werke
Seine Gemälde zeichnen sich durch ein klares Kolorit und durch Anmut der Formen aus.
- Gebet des hl. Bernhard um gute Ernte (vom »Bernhardsaltar«), Holz, 71 × 73 cm, nicht signiert, 1500, Stift Zwettl, Niederösterreich
- Aggsbacher Altar, Flügel III, Vorderseite: Beschneidung Christi, Holz, 80 × 127 cm, 1501
- Aggsbacher Altar, Flügel IV, Rückseite: Kreuztragung,  Holz, 91 × 129 cm, 1501
- Aggsbacher Altar, Flügel IV, Vorderseite: Anbetung der Könige, Holz, 91 × 129 cm, 1501
- Aggsbacher Altar, Teil: Flucht nach Ägypten, Holz, 92 × 128 cm, 1501
- Der Melker Altar, Breu und Schüler, nicht signiert u. datiert, um 1500–1502, Museum Stift Melk, Niederösterreich
- Der Sieg Scipios über Hannibal bei Zama, Münchener Pinakothek
- Der Apostelabschied, signiert, 1514, Städtische Kunstsammlungen Augsburg
- Madonna in der Halle, zugeschrieben, um 1515, Wallfahrtskirche Aufhausen, Oberpfalz
- Anbetung der Könige 1518, Koblenz, Hospitalkirche (heute Mittelrhein-Museum)
- Madonna, Kunsthistorisches Museum Wien, Ambraser Sammlung
- Anbetung der Könige, Holz, 160 × 80 cm, 1518
- Die Hölle, Holz, 116×34 cm
- Dornenkrönung (vom »Passionsaltar«), Holz, 134 × 95 cm, 1502
- Die Verspottung Christi, nicht signiert u. datiert, um 1522, Städtische Kunstsammlungen Augsburg
- Der Apostelabschied, signiert, 1514, Städtische Kunstsammlungen Augsburg
- Maria mit dem Kinde, signiert und datiert, Holz, 73 × 57,5 cm, 1521, Kunstsammlungen der Veste Coburg
- Ursula-Altar, 1522/27, Gemäldegalerie Alte Meister, Staatliche Kunstsammlungen Dresden
- Die Geschichte der Lucretia, signiert u. datiert, 1528, Alte Pinakothek München
- Die Schlacht bei Zama, signiert u. datiert, 1530, Alte Pinakothek München
- Heilige Lucia, undatiert, Alte Pinakothek München
- Jüngstes Gericht, undatiert, als Dauerleihgabe der Bayerischen Staatsgemäldesammlungen auf der Burg Trausnitz, Landshut
- Die vier „Augsburger Monatsbilder“, vermutlich aus der Werkstatt von Breu, um 1531, Deutsches Historisches Museum, Berlin
- Meitingsches Epitaph, am Zierrahmen bezeichnet, um 1534, St.-Anna-Kirche, Augsburg